# Кружница
Кружница је математички појам који се користи у геометрији и није синоним за круг. Уобичајено је да се кружница зове линија коју описује шестар, а круг је површина унутар кружнице. Тако кружница има своју дужину, која се често зове обим, а круг има површину.

## Дефиниције
Кружница је затворена крива линија у равни чије све тачке леже на истом одстојању од неке тачке О у истој овој равни и која се зове центар кружнице. Одстојање сваке тачке кружнице од њеног центра мери се сегментом праве који се назива полупречник (радијус) r. Кружница k с центром  и полупречником r означава се k(O,r), понекад са O(r).
Кружница са центром  и полупречником r може се дефинисати као геометријско место тачака у равни на датом одстојању r од дате тачке О која лежи у истој равни.
Једначина кружнице у правоуглим Декартовим координатама гласи: 
{\displaystyle (x-p)^{2}+(y-q)^{2}=r^{2}\,}, 
где су (p,q) координате центра, а r полупречник. Из претходне једначине следи да је кружница крива другог реда. Претходна једначина кружнице се користи у решавању конструктивних задатака, у графичком решавању једначина и неједнакости. Ова је једначина другог реда. Једначина кружнице може се написати и на следећи начин
{\displaystyle {\frac {x^{2}}{r^{2}}}+{\frac {y^{2}}{r^{2}}}=1}. Ово је сегментна једначина.
Кружница са средиштем у тачки {\displaystyle S(p,q)} и полупречником {\displaystyle r} одређена је једначином:
{\displaystyle (x-p)^{2}+(y-q)^{2}={r^{2}}\,}
или
{\displaystyle {\frac {(x-p)^{2}}{r^{2}}}+{\frac {(y-q)^{2}}{r^{2}}}=1}
У свакој тачки кружнице њена кривина је константна, једнака {\displaystyle {\frac {1}{r}}}. 
Тангента на кружницу је нормална на полупречник у тачки додира.
Обим кружнице O(r) је {\displaystyle 2r\pi \,}, а кружница се назива и периферијом круга.
Површина омеђена кружницом је {\displaystyle r^{2}\pi \,}.
Тетива је дуж која спаја две тачке на кружници.
Централни угао је угао из центра круга под којим се види дата тетива.
Периферни угао је угао из тачке на кружници под којим се види дата тетива.
Тангента је права која додирује кружницу (у једној тачки).

### Остале дефиниције
Кружна трансформација равни је трансформација у којој свака кружница или права прелази у кружницу или праву. Кружна трансформација је производ две трансформације: инверзије и сличности. Примери кружних трансформација су: кретање, сличност, инверзија. Кружна трансформација је (једно од) конформних пресликавања.
Кружни цилиндар (елементарна геометрија) је цилиндар, тј. ваљак чија је директриса (водиља) кружница. Ако је изводница К. ц. нормална на његову основу, К. ц. се назива прави; ако је пак изводница коса према основи, К. ц. је кос.
Обично, под појмом кружни цилиндар подразумева се прав кружни цилиндар. Прав кружни цилиндар се може замислити као фигура образована обртањем правоугаоника око његове странице.
Кружни конус (у елементарној геометрији) је конус (купа) чија је директриса (водиља) кружница. Врх правог кружног конуса се у ортогоналној пројекцији пројектује у центар његове основе. Прав кружни конус се добије обртањем правоуглог троугла око катете. Прав кружни конус се назива једноставно конус.
Врх косог кружног конуса се у ортогоналној пројекцији не пројектује у центар основе.
Ако се кружни конус пресече са равни која није паралелна основи, може се у пресеку добити и круг.
Аполонијева кружница је геометријско место тачака М равни чији је однос одстојања од две дате тачке A и B, које леже у истој овој равни, константна величина {\displaystyle k(k\not =0,k\not =1):AM:BM=k}. Аполонијева кружница се користи у решавању геометријских конструктивних задатака методом геометријских места тачака. На пример: конструкција троугла ако је задата страница, висина на ту страницу и однос остале две странице троугла; страница, њено теме датог троугла и однос остале две странице; када је поред осталих дат однос две висине троугла. Аполонијева кружница је названа по старогрчком научнику Аполонију из Перга, који ју је изучавао у 3. веку п. н. е.
Кружница девет тачака је кружница на којој леже средине страна троугла, подножја његових висина и средине сегмената висина између темена и ортоцентра. Центар кружнице девет тачака се поклапа са средином дужи која спаја ортоцентар троугла с центром описане кружнице. Полупречник кружнице девет тачака је једнак половини пречника описане кружнице датог троугла. Кружница девет тачака се назива и Ојлерова кружница.
Кружница кривине криве у простору у тачки М је кружница која лежи у оскулаторној равни криве у тачки М, чији је радијус једнак {\displaystyle {\frac {1}{k}}} где је k кривина криве у тачки М, на растојању {\displaystyle MO={\frac {1}{k}}}. Кружница кривине не постоји у тачки у којој је кривина криве једнака нули. Кружница кривине има с кривом у тачки М додир чији ред није мањи од 2. Кружница кривине се назива и оскулаторна кружница.
Концентричне кружнице су кружнице које имају заједнички центар и леже у истој равни. 
Неконцентричне кружнице називају се и ексцентричне.
Конфокалне криве су криве 2. реда (конусни пресеци) које имају заједничке жиже (фокусе).

## Елементарна (Еуклидска) геометрија
1. ТеоремаЦентрални угао је двоструко већи од периферног над истом тетивом. 

ДоказДата су кружница k тетива {\displaystyle A,B\in k} централни угао {\displaystyle ACB=\theta } и периферни угао {\displaystyle APB=\phi }.
Дужи  и CP су једнаке (полупречници), па је троугао BCP једнакокраки. Исто тако и троугао ACP је једнакокраки. PP' је пречник круга, а AP’ и BP’ су такође тетиве.
Спољашњи угао троугла једнак је збиру два унутрашња њему несуседна угла, тј. {\displaystyle \theta _{1}=2\phi _{1}}, и отуда:
{\displaystyle \theta =\theta _{1}+\theta _{2}=2\phi _{1}+2\phi _{2}=2\phi }.
2. ТеоремаПериферни угао над пречником је прав.
ДоказИз претходне теореме, јер је централни угао над пречником 180°, а пола од тога је прави угао.
3. ТеоремаУгао између тетиве и тангенте повучених из исте тачке кружнице једнак је периферном над том тетивом.
ДоказДат су круг k, тангента t и тетива AB. AP је пречник круга па је угао у B прав. Углови BAt и APB имају окомите краке, тј. једнаки су!
4. ТеоремаПериферни углови над истом тетивом једнаки су или су суплементни. Ако су са различитих страна тетиве они су суплементни.

## Растојање тачке од кружнице
Дефиниција 1
Скуп свих тачака равни чија је удаљеност од дате тачке О те равни једнака датој дужи називамо кружница с центром у О и полупречником (радијусом) r. 
Спојимо ли се тачка C са тачкама кружнице K(O,r) добија се бесконачан скуп дужи за C ≠ O. У случају C = O то је нулта дуж. Поставља се питање постојања у овом скупу дужи од које ни једна дуж скупа није мања, и такве дужи која није мања ни од једне дужи скупа. То су дужи CA и CB, где су A, B тачке кружнице које леже на централној правој која пролази кроз C. Тачка A је са оне стране тачке O са које је C, а B је са супротне стране.
Дефиниција 2
Element m скупа E (у коме између елемената постоји релација < или > ) који није већи ни од једног елемента скупа назива се минимум (најмањи елемент скупа E). Елемент који није мањи ни од једног елемента скупа је максимум (највећи) елемент скупа E.
У наведеном случају дужи AB и AC су минимум и максимуму у скупу дужи.
Дефиниција 3
Минимум скупа растојања дате тачке од скупа назива се растојање те тачке од скупа.
Теорема 1
Нека је дата тачка C и кружница K(O,r) и при том C ≠ O и нека су тачке A, B тачке кружнице које леже на централној правој, која пролази тачком C. Тачка A нека је с оне стране с које је тачка О, а B са супротне стране од О. Тада од свих тачака кружнице тачка A има најмање, а тачка B највеће растојање од C и при томе је
Бесконачни скупови не морају да имају минимум и максимум.
Пример
Скуп бројева 1,1/2, ¼, 1/8,...има максимум, а нема минимум

## Заједничке тачке кружница
Нека су задане две кружнице K(C, R) и k(O,r). Одредимо међусобни положај ових кружница. Повучемо ли централну праву CO ових кружница, са A, B означимо тачке друге кружнице и то са А ону која лежи са оне стране од тачке О са које је тачка C, а са B тачку друге кружнице.
Посматрајмо дужи R – r, CO и R + r за 
Између ових дужи постоји један и само један од ових односа
1. {\displaystyle CO>R+r}
2. {\displaystyle CO=R+r}
3. {\displaystyle R-r<CO<R+r}
4. {\displaystyle CO<R-r(R>r)}
5. {\displaystyle CO=R-r(R>r)}

### Пресек кружница празан скуп
- За {\displaystyle CO>R+r<=>CO-r>R<=>CA>R}

Све тачке једне кружнице су изван друге кружнице. 
- {\displaystyle O<R-r<=>CO-r<R<=>CB<R}

Све тачке једне кружнице су унутар друге кружнице.

## Тангента кружнице
Тангента кружнице са средиштем {\displaystyle S(0,0)}
Тангента кружнице која има средиште у координатном почетку координатног система и која пролази точком 
{\displaystyle T(x_{0},y_{0})}
на кружници, одређена је координатама точке Т и коефицијентом смера тангенте. Диференцирањем једначине кружнице налази се да је: 
{\displaystyle {2xdx+2ydy}={0}\,}
одакле следи да је
{\displaystyle y'={\frac {dy}{dx}}=\tan \alpha \,=-{\frac {x_{0}}{y_{0}}}}
једначина тангенте на кружницу
{\displaystyle y-y_{0}=-{{\frac {x_{0}}{y_{0}}}(x-x_{0})}}
одакле се сређивањем налази и други облик једначине тангенте кружнице
{\displaystyle x_{0}x+y_{0}y=r^{2}\,}.
Тангента кружнице са средиштем у {\displaystyle S(p,q)}
Тангента кружнице која има средиште у тачки {\displaystyle S(p,q)} и која пролази тачком {\displaystyle T(x_{0},y_{0})} на кружници одређена је координатама тачке Т и коефицијентом смера тангенте. Диференцирањем једначине кружнице налази се да је:
{\displaystyle {2(x-p)dx+2(y-q)dy}={0}\,}
одакле следи да је
{\displaystyle y'={\frac {dy}{dx}}=\tan \alpha \,=-{\frac {x_{0}-p}{y_{0}-q}}}
те се сличним поступком налази да је једначина тангенте кружнице
{\displaystyle y-y_{0}=-{{\frac {x_{0}-p}{y_{0}-q}}(x-x_{0})}}
одакле се сређивањем налази и други облик једначине тангенте кружнице
{\displaystyle (x_{0}-p)(x-p)+(y_{0}-q)(y-q)=r^{2}\,}.

### Тангирање кружница
- {\displaystyle CO=R+r<=>CO-r<R<=>CA=R}

Тачка А друге кружнице припада тачкама прве кружнице. Све остале тачке су изван прве кружнице. За кружнице које имају једну и само једну заједничку тачку и она лежи на правој CO кажемо да се оне додирују споља у тачки A.
- {\displaystyle CO=R-r(R>r)<=>CO-r=R<=>CB=r}

Тачка B припада првој кружници све остале тачке друге кружнице су унутар прве кружнице. Ако две кружнице имају дијаметрално распоређене две заједничке тачке M на правој CO онда су оне дијаметрално супротне за сваку од те две тачке које леже на правој. За сваку од те две кружнице па се оне поклапају.

### Пресек кружница
- је у,  изван

B је ван K (C,R)
 не у кружници.
Од две дијаметрално распоређене тачке једна је у, а друга ван кружнице. Тачке A, B деле кружницу на два дела.
Аксиом 2
Ако се један крај лука налази у кружници, а други изван је онда тај лук са кружницом има једну и само једну заједничку тачку.
Теорема 2
Заједничка тачка две кружнице које се додирују лежи на њиховој заједничкој централној правој, и обратно две различите кружнице које имају заједничку тачку на централној правој се додирују. Ако две кружнице имају заједничку тачку која не лежи на централној правој, имају још једну заједничку тачку.
Теорема 3
Две кружнице K(C,R) и k(O,r)
- одакле се сређивање налази и други облик једначине тангенте кружнице
  -  (свака од кружница је изван друге кружнице)
  -  (кружница мањег пречника је унутар кружнице већег пречника)
- Имају једну и само једну заједничку тачку која лежи на заједничкој централној правој
  -  све тачке кружнице осим заједничке су изван друге кружнице
- имају две и само две заједничке тачке које леже са разних страна централне праве.

Теорема 4
Да би две кружнице имале заједничких тачака у случају да се центар прве кружнице налази
1. на другој кружници
2. у другој кружници

потребно је и довољно да буде 
где су CA и CB одсечци на које центар О дели дијаметар AB кружнице k(O, r).

## Полара кружнице
Конјуговане тачке у односу на кружницу
Тачке P и 1 су конјуговане у односу на кружницу ако задовољавају формулу
{\displaystyle {\overrightarrow {OM}}} {\displaystyle {\overrightarrow {ON}}} = {\displaystyle R^{2}}
Ово је једначина поларе кружнице. Скуп коњугованих тачака кружнице је права. 
1. Полара сече кружницу ако је тачка M ван крижнице.
2. тангента је кружнице ако је M на кружници
3. Нема заједничких тачака ако је M у кружници
4. Пролази кроз центар кружнице ако је M у бесконачности
5. Ако је {\displaystyle O\equiv M} онда је полара у бесконачности.

{\displaystyle {\overrightarrow {OM}}} {\displaystyle {\overrightarrow {OP}}} = {\displaystyle R^{2}}
{\displaystyle OA}= -{\displaystyle OB}
{\displaystyle OA^{2}}={\displaystyle OB^{2}}
({\displaystyle OA^{2}}-{\displaystyle OB^{2}})=0
({\displaystyle AO}+ {\displaystyle OM})({\displaystyle BO}+ {\displaystyle OM})=0
{\displaystyle AM} {\displaystyle BM}=0

### Аполонијева кружница
Геометријско место тачака равни које имају особину да је однос удаљености тих тачака сталан број је кружница – Аполонијева кружница
{\displaystyle {\frac {MA}{MB}}=}={\displaystyle k} {\displaystyle \Rightarrow }{\displaystyle MA} ={\displaystyle kMB}{\displaystyle \Rightarrow }{\displaystyle MA^{2}} ={\displaystyle k^{2}MB^{2}}
{\displaystyle (MA+kMB)}{\displaystyle (MA-kMB)}=0
{\displaystyle {\dfrac {MA-kMB}{1-k}}} {\displaystyle {\dfrac {MA+kMB}{1+k}}}
=0
За њеном
{\displaystyle {\dfrac {MA-kMB}{1-k}}} са {\displaystyle MC} и
{\displaystyle {\dfrac {MA+kMB}{1+k}}} са {\displaystyle MD}
Имамо {\displaystyle MC} {\displaystyle MD}=0 кружница са пречником CD.

## Кружнице у-нормама и бројевиπp{\displaystyle \pi _{p}}
Досад је удаљеност рачуната помоћу метрике {\displaystyle d_{2}}. За дефинисање појма кружнице се може уместо метрике {\displaystyle d_{2}} узети нека друга метрика d.
Скуп
{\displaystyle S={(x,y)\in R^{2}:d((x,y),(x_{0},y_{0}))=r}}
представља кружницу радијуса  са средиштем у ({\displaystyle x_{0},y_{0}}) с обзиром на метрику d.
Кружница радијуса  са средиштем у координатном почетку с обзиром на {\displaystyle d_{p}} је скуп
{\displaystyle S_{p}={(x,y)\in R^{2}:x^{p}+y^{p}=r^{p}}} за {\displaystyle p\geq 1}
На овој слици приказане су кружнице {\displaystyle S_{1},S_{2}iS_{\infty }}
Када би се нацртале и остале кружнице {\displaystyle S_{p}}, све би оне биле смештене између {\displaystyle S_{1}} и
{\displaystyle S_{\infty }}, и што би p био већи, то би кружница {\displaystyle S_{p}} била ближе кружнице {\displaystyle S_{\infty }}.
То је јасно из теорема за максималну норму.
Узмимо {\displaystyle r=1}. Нека је
{\displaystyle (x,y)\in R^{2}(x,y)\neq (0,0)}
Тада тачка
{\displaystyle {\frac {1}{\begin{Vmatrix}(x,y)\end{Vmatrix}}}(x,y)} лежи на кружници {\displaystyle S_{1}}, јер је
{\displaystyle {\begin{Vmatrix}{\frac {1}{{\begin{Vmatrix}(x,y)\end{Vmatrix}}_{1}}}(x,y)\end{Vmatrix}}=1}
Са слике се виде да кружница {\displaystyle S_{1}} лежи унутар кружнице {\displaystyle S_{2}} па је тачка
{\displaystyle {\frac {1}{\begin{Vmatrix}(x,y)\end{Vmatrix}}}(x,y)} унутар кружнице {\displaystyle S_{2}} тј
{\displaystyle {\begin{Vmatrix}{\frac {1}{{\begin{Vmatrix}(x,y)\end{Vmatrix}}_{1}}}(x,y)\end{Vmatrix}}\leq 1}
вреди
{\displaystyle {\begin{Vmatrix}(x,y)\end{Vmatrix}}_{2}\leq {\begin{Vmatrix}(x,y)\end{Vmatrix}}_{1}}
Када би се нацртала кружницу радијуса {\displaystyle {\sqrt {2}}} у односу на метрику {\displaystyle d_{1}} односно {\displaystyle {\sqrt {2}}S_{1}} кружница {\displaystyle S_{2}} би била смештена унутар ње.
{\displaystyle {\begin{Vmatrix}(x,y)\end{Vmatrix}}_{1}\leq {\sqrt {2}}{\begin{Vmatrix}(x,y)\end{Vmatrix}}_{2}}
{\displaystyle {\begin{Vmatrix}(x,y)\end{Vmatrix}}_{2}\leq {\begin{Vmatrix}(x,y)\end{Vmatrix}}_{1}\leq {\sqrt {2}}{\begin{Vmatrix}(x,y)\end{Vmatrix}}_{2}}
Пропозиција
За све {\displaystyle p,q\geq 1}
{\displaystyle {\begin{Vmatrix}(x,y)\end{Vmatrix}}_{\infty }\leq {\begin{Vmatrix}(x,y)\end{Vmatrix}}_{p}\leq {\sqrt[{p}]{\sqrt {2}}}{\begin{Vmatrix}(x,y)\end{Vmatrix}}_{\infty }}
{\displaystyle {\sqrt[{p}]{^{-1}}}{\begin{Vmatrix}(x,y)\end{Vmatrix}}_{q}\leq {\begin{Vmatrix}(x,y)\end{Vmatrix}}_{p}\leq {\sqrt[{p}]{2}}{\begin{Vmatrix}(x,y)\end{Vmatrix}}_{q}}
Геометријски облик кружнице зависи од одабране метрике.
Израчунајмо обим {\displaystyle O_{p}} кружнице {\displaystyle S_{p}}.
Обим кружнице {\displaystyle S_{2}} је {\displaystyle O_{2}=2r\pi }
{\displaystyle O_{1}=4d_{2}((r,0)(0,r))=4(|r-0|+|0-r|)=8r}
{\displaystyle O_{\infty }=4d_{\infty }((r,-r),(r,r))=max(|r-r||-r-r|)=8r}
У оба {\displaystyle O_{1}} и {\displaystyle O_{\infty }} не појављује се {\displaystyle \pi }.
Нека је {\displaystyle c_{p}} четвртина кружнице {\displaystyle S_{p}} која припада првом квадранту. Тада је
{\displaystyle \int _{c_{p}}ds_{p}\,dx}
{\displaystyle ds_{p}} је елемент дужине
{\displaystyle ds_{p}={\sqrt[{p}]{|dx|^{p}+|dy|^{p}}}={\sqrt[{p}]{|x'(t)|^{p}+|y'(t)|^{p}}}dt}
За {\displaystyle p=2} је
{\displaystyle ds_{2}={\sqrt {(dx)^{2}+)(dy)^{2}}}}
За параметризацију криве {\displaystyle c_{p}} узима се
{\displaystyle x(t)=r{\sqrt[{p}]{t}}}
{\displaystyle y(t)=r{\sqrt[{p}]{1-t}}} za {\displaystyle t\in [0,1]}
{\displaystyle ds_{p}={\frac {r}{p}}{\sqrt[{p}]{t^{1-p}+(1-t)^{1-p}}}dt}
За {\displaystyle p\neq \infty }
{\displaystyle O_{p}={\frac {4r}{p}}\int _{0}^{1}{\sqrt[{p}]{t^{1-p}+(1-t)^{1-p}}}\,dt}
Пошто су износи за {\displaystyle O_{1}} i {\displaystyle O_{2}} познати, горња формула се може проверити утврђивањем {\displaystyle p=1} и {\displaystyle p=2}.
За {\displaystyle p=1}
{\displaystyle O_{1}=4r\int _{0}^{1}({t^{1-1}+(1-t)^{1-1})}\,dt=4r\int _{0}^{1}2\,dt=8r}
За {\displaystyle p=2}
{\displaystyle O_{2}={\frac {4r}{2}}\int _{0}^{1}{\sqrt[{2}]{t^{1-2}+(1-t)^{1-2}}}\,dt}
{\displaystyle O_{2}=2r\int _{0}^{1}{\sqrt[{2}]{{\frac {1}{t}}-{\frac {1}{1-t}}}}\,dt}
{\displaystyle O_{2}=2r\int _{0}^{1}{\sqrt[{2}]{\frac {1}{({\frac {1}{2}})^{2}-(t-{\frac {1}{2}})^{2}}}}\,dt=2r\arcsin(2t-1)|_{0}^{1}}
{\displaystyle O_{2}=2r\arcsin(1)-2r\arcsin(1)=2r\pi }
За сваки {\displaystyle p} размера {\displaystyle {\frac {O_{p}}{2r}}} обима {\displaystyle O_{p}} и пречника {\displaystyle 2r} кружнице је константна. 
Та размера се означава са {\displaystyle \pi _{p}} и износи
{\displaystyle \pi _{p}={\frac {2}{p}}\int _{0}^{1}{\sqrt[{p}]{t^{1-p}+(1-t)^{1-p}}}\,dt}
Очито је
{\displaystyle \pi _{1}=4}, {\displaystyle \pi _{2}=\pi }, {\displaystyle \pi _{\infty }=4}